# Copa Federació de Bahrein de futbol
La Copa Federació de Bahrein de futbol (Copa de la FA) és una competició futbolística per eliminatòries de Bahrain. És organitzada per l'Associació de Futbol de Bahrain.

## Historial
Font:
- 2000: West Riffa 3-0 Al Ahli
- 2001: West Riffa
- 2002: No es disputà
- 2003: Busaiteen Club 0-0 (pr., 5-4 pen) Al-Riffa
- 2004: Al-Riffa 3-1 Busaiteen Club
- 2005: Al-Muharraq 2-1 Busaiteen Club
- 2006: No es disputà
- 2007: Al Ahli 1-1 (pr., 4-3 pen) Al-Najma
- 2008: No es disputà
- 2009: Al-Muharraq 1-0 Al-Najma
- 2010: No es disputà
- 2011: No es disputà
- 2012: No es disputà
- 2013: No es disputà
- 2014: Al-Riffa 2-0 Bahrain SC
- 2015: Al-Hidd 2-0 East Riffa
- 2016: Al-Ahli 1-1 (pr., 3-1 pen) Malkiya SCC
- 2017: Al-Hidd 1-1 (pr., 8-7 pen) Malkiya SCC
- 2018: No es disputà
- 2019: East Riffa 3-1 Al-Ahli SC
- 2020: Muharraq SC 4-1 Busaiteen Club
- 2021: Muharraq SC 2-1 East Riffa